# Necora puber
La nécora (Necora puber) es una especie de crustáceo decápodo del infraorden Brachyura. De la familia Portunidae, que incluye a los llamados cangrejos nadadores, usa su último par de patas para nadar. Es un cangrejo de mediano tamaño muy apreciado en gastronomía.

## Características
Posee una coraza en forma de hexágono irregular de color azul, aunque las algas en su cuerpo (mayormente en las pinzas) le confiere un tono pardo, aterciopelado, tiene protuberancias rojas y dos ojos prominentes rojos o negros. Tiene cinco pares de patas, las primeras transformadas en pinzas. Muy veloz,  generalmente hace vida nocturna, vive cerca de la costa entre las rocas a poca profundidad, donde se alimenta de algas y peces muertos. Hay veces en las que llegan a devorar otras nécoras. Su tamaño aproximado es de 8 cm.

## Captura
En Galicia la veda de la captura de nécora coincide con los primeros seis meses del año. Los pulpos son los principales depredadores de las nécoras.

## Gastronomía
Se suele preparar simplemente cocida o a la plancha en las zonas con costas en el mar Cantábrico: Asturias (conocida como "andarica"), Cantabria, País Vasco, en las costas de Galicia, en el océano Atlántico así como en la parte occidental de Francia y en todas las costas de las islas británicas.

## Nombres regionales
En Asturias las nécoras reciben el nombre de andaricas y en Cataluña se las llama cabrots.

## Galería de imágenes

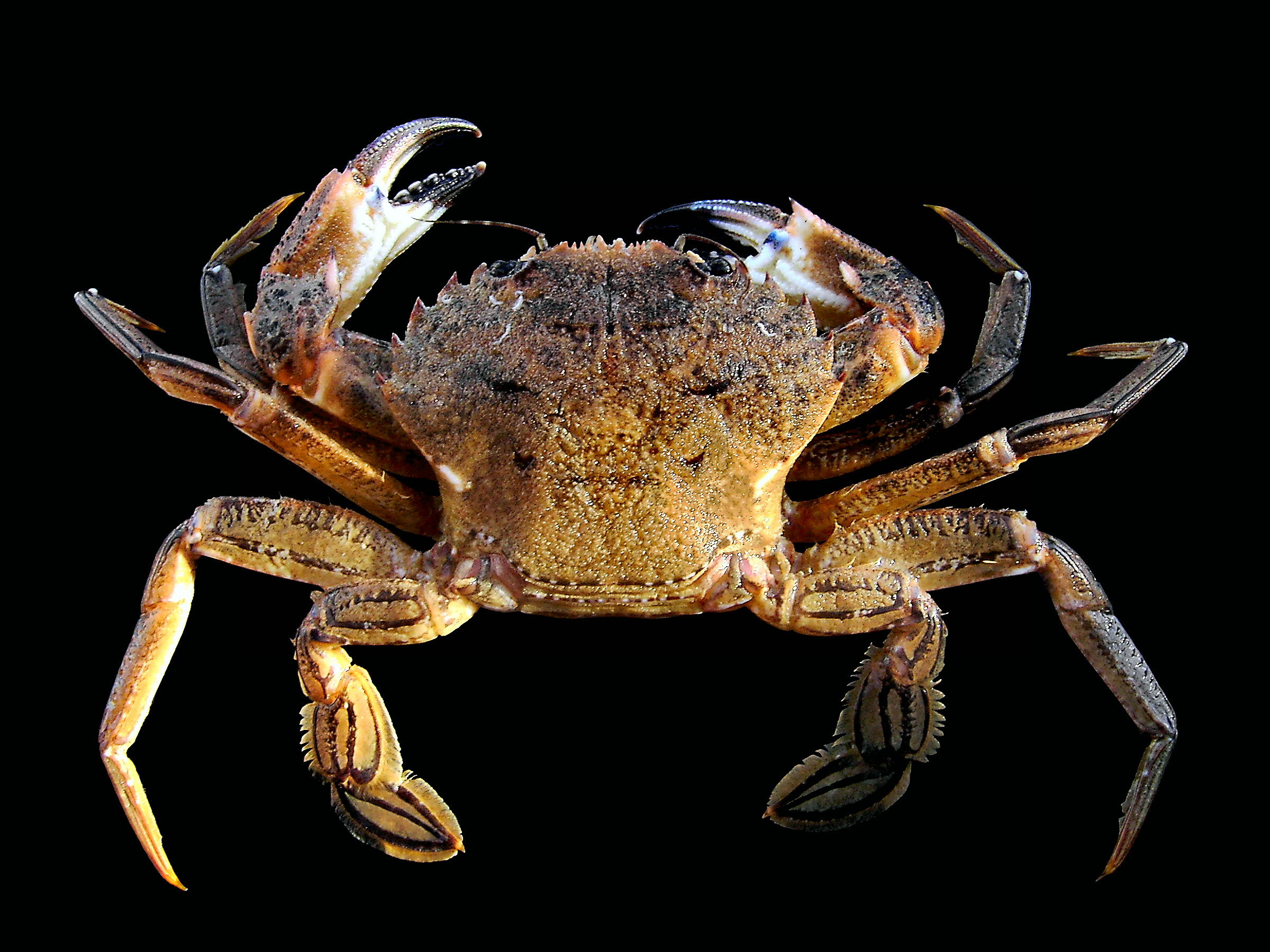
Vista dorsal.
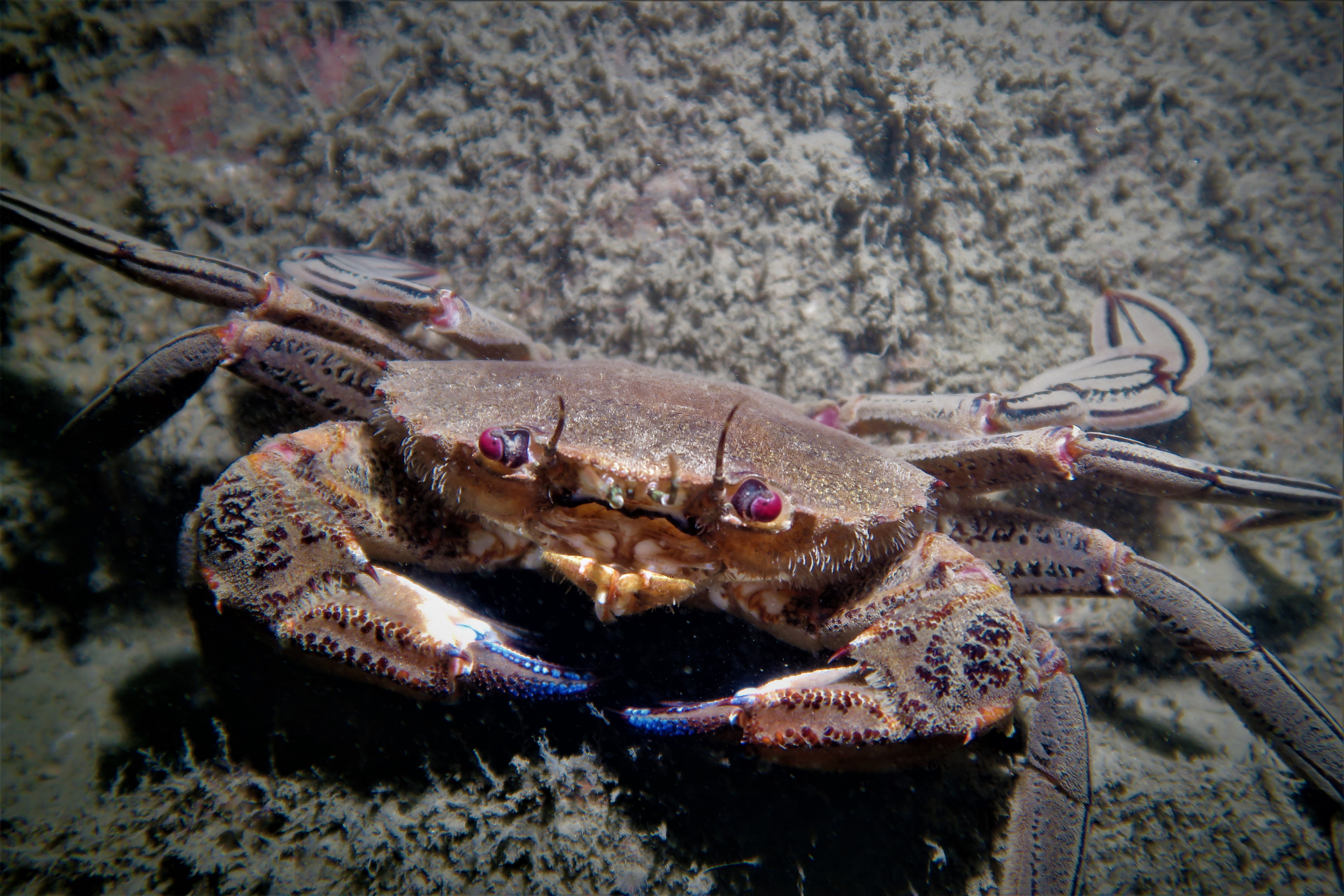
Nécora en su entorno.
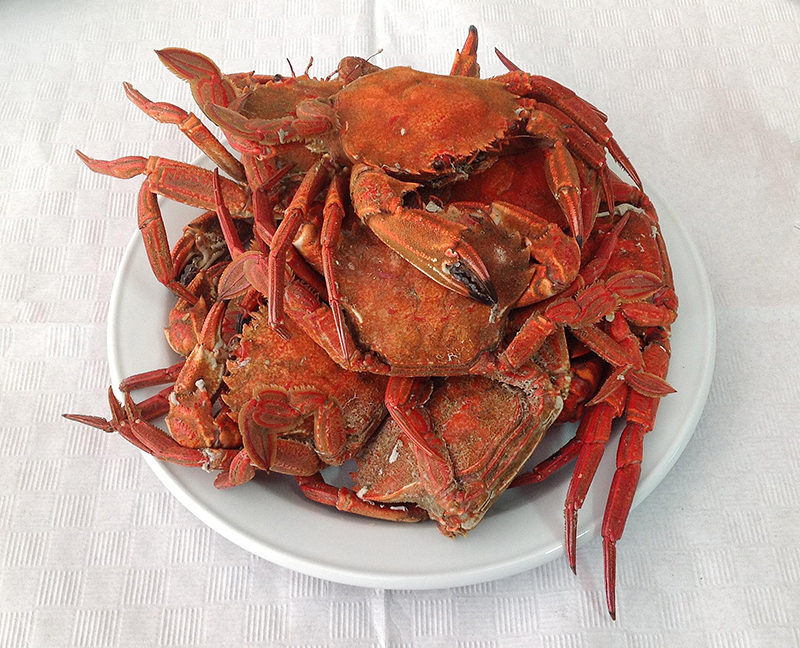
Andarica del Cantábrico, Asturias.